# نتفليكس
نتفليكس (بالإنجليزية: Netflix) هي شركة ترفيهية أمريكية أسسها ريد هاستنغز ومارك راندولف في 29 أغسطس 1997، في سكوتس فالي، كاليفورنيا. تتخصص في تزويد خدمة البثّ الحي والفيديو حسب الطلب وتوصيل الأقراص المدمجة عبر البريد. في عام 2013، توسعت شركة نتفليكس بإنتاج الأفلام والبرامج التلفزيونية، وتوزيع الفيديو عبر الإنترنت. اعتبارًا من 2017، اتخذت شركة نتفليكس مدينة لوس غاتوس، كالفورنيا مقرًا لها.
عملت شركة نتفلكيس في البداية بتقديم خدمة بيع وتأجير الأقراص المدمجة (دي في دي، وبلو راي)، بعد عام من تأسيس الشركة قرر هاستنغز إيقاف مبيعات الأقراص المدمجة للتركيز على خدمة التأجير عبر البريد. في عام 2007، وسعت الشركة أعمالها بتقديم خدمة البثّ عبر الإنترنت، مع إبقاء خدمة تأجير الأقراص المدمجة. توسعت الشركة عالميًا لتوفر خدماتها في كندا في عام 2010 واستمرت بتوسيع خدماتها عالميًا؛ في يناير، عام 2016، باتت الشركة توفر خدماتها حول العالم في أكثر من 190 دولة. تتوفر خدمة نتفليكس في الوطن العربي (ما عدا سوريا بسبب العقوبات الأمريكية) بواجهة مستخدم عربية مع إمكانية تشغيل الترجمة العربية للأفلام والمسلسلات.
في عام 2013، اتجه نتفليكس نحو مجال صناعة الأفلام والمسلسلات، وبدأ عرض أول مسلسل أصلي تقدمه الشركة «بيت من ورق». بعدها ازداد عدد البرامج الأصلية التي أنتجها نتفليكس من الأفلام، المسلسلات، البرامج الوثائقية، وعروض الستاند أب كوميدي. أطلق نتفليكس حوالي 126 عملًا أصليًا في عام 2016، أكثر من أي شبكة أو قناة كابل تلفزيونية.
أعلنت شركة نتفليكس في شهر أكتوبر من عام 2018 عن زيادة عدد مشتركي الخدمة ليصل إلى 137 مليونا مشتركا من جميع أنحاء العالم، من ضمنهم 58 مليونا مشتركا في الولايات المتحدة. وفي يناير 2024 أعلنت شركة نتفليكس أن أكثر من 13  مليونا مشتركا إضافيا انضموا إليها خلال موسم الأعياد، مما رفع إجمالي الحسابات في منصة البث التدفقي إلى أكثر من 260 مليوناً. وفي الربع الأول من عام 2024 أعلنت نتفليكس أنه وصل عدد مشتركيها إلى 270 مليون مشترك في جميع أنحاء العالم.

## تاريخ

### تأسيس

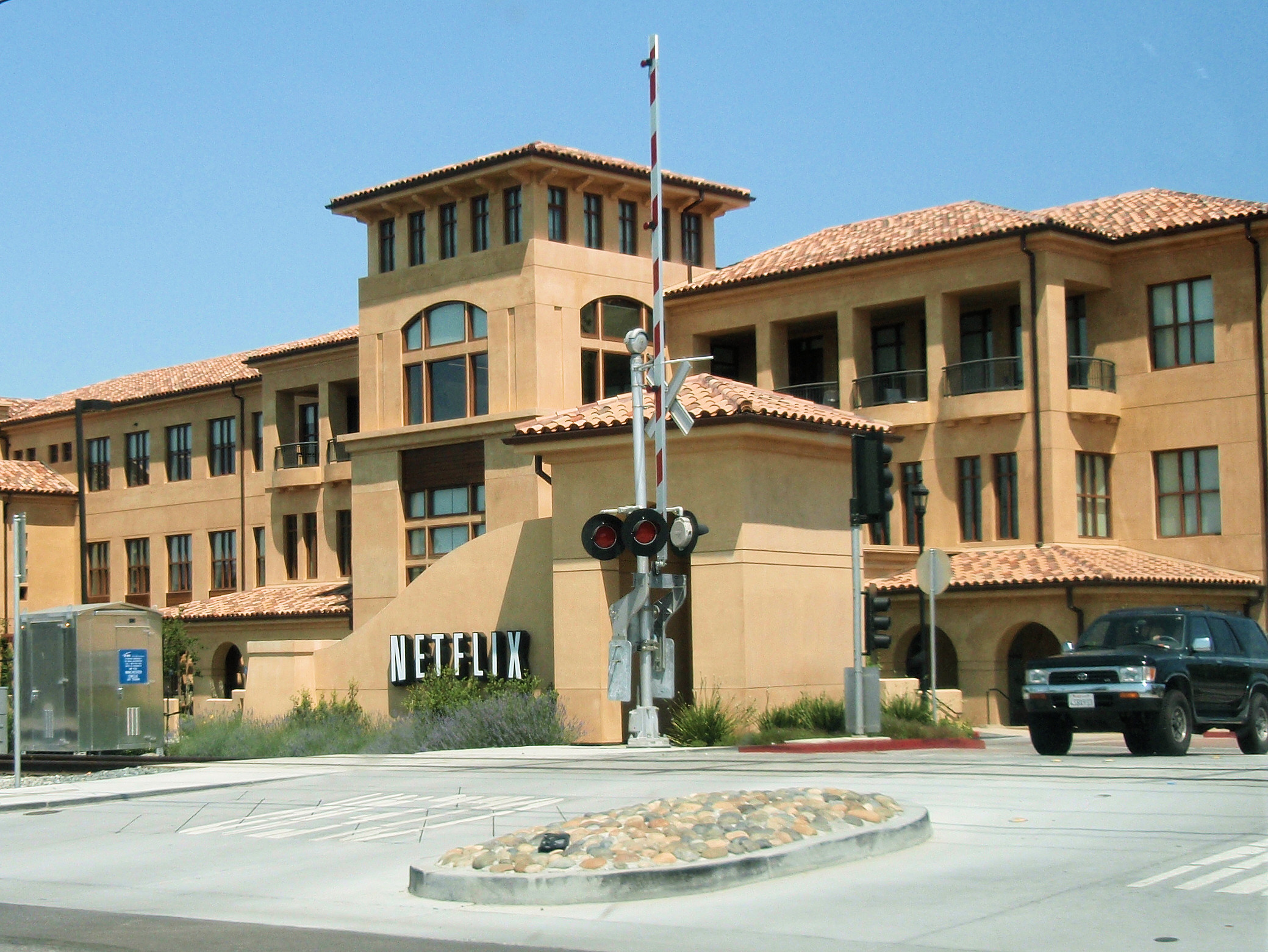
مقر شركة نتفليكس في لوس غاتوس

أسست شركة نتفليكس في 29 أغسطس، 1997، في وادي السيليكون، كاليفورنيا من قبل مارك راندولف وريد هاستنغز. عمل راندولف كمدير تسويق لشركة هاستينغز، شركة بيو آتريا. كما كان راندولف أحد مؤسسي شركة مايكرو وارهورس، شركة بريد ألكتروني. وعمل في وقت لاحق في شركة الدولية نائبًا لمدير التسويق. هاستنيغز عالم كومبيوتر، ورياضيات، باع شركة بيور آتريا لشركة راشونال للبرمجيات في عام 1997 مقابل 700 مليون دولار ما أعتبر من أكبر عمليات أستحواذ الشركات في تاريخ سيليكون فالي حينها. جاء مارك راندولف، وريد هاستنيغز بفكرة نتفليكس عندما كانوا يتنقلون بين منازلهما في سانتا كروز ومقر شركة بيور آتريا أثناء عملية البيع.
أطلق نتفليكس في 14 أبريل، 1998، مع 30 موظف، و925 فيلم متوفرة عبر نظام تأجير ممثال لأنظمة منافسهُ الوحيد حينها بلوكبوستر.

### رسوم الاشتراك، عرض شراء بلوكبوستر، بداية النمو

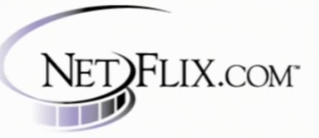
شعار الشركة من 1997 حتى 2000

قدم نتفليكس مفهوم الاشتراك الشهري لأول مرة في سبتمبر، 1999، ثم ألغي في بداية عام 2000. ومنذ ذلك الوقت بنت الشركة سمعتها على نظام الاشتراك الشهري، وإمكانية تأجير غير محدودة بدون تواريخ إستحقاق، ولا رسوم تأخير.
في عام 2000، قدم نتفليكس عرضًا لشراء شركة بلوكبوستر مقابل 50 مليون دولار، لكن العرض قوبل بالرفض. بدأت شركة نتفليكس طرحًا عامًا أوليًا في 29 مايو، 2002، حيث باعت الشركة 5.5 مليون سهم بسعر 15.00 دولار للسهم الواحد. في 14 يونيو، 2002، باعت الشركة 825,000 ألف سهم إضافي بنفس السعر. بعد تكبد خسائر كبيرة خلال السنوات القليلة الأولى، حققت شركة نتفليكس أرباحها الأولى خلال السنة المالية لعام 2003، حيث حقق أرباحًا بقيمة 6.5 مليون دولار من الإيرادات برأس مال قدره 272 مليون دولار. في عام 2005، أحتوت مكتبة نتفليكس على 35000 ألف فيلم مختلف، وقامت بشحن مليون قرص مدمج في اليوم الواحد.

شعار الشركة من 2000 حتى 2014

في عام 2004، تقاعد العضو المؤسس وعضو مجلس إدارة نتفليكس مارك راندولف.

### استمرار النمو، والسيطرة على السوق
أعتبر نتفليكس من أنجح مشاريع المواقع الألكترونية، في سبتمبر 2002، ذكرت صحيفة نيويورك تايمز بأن نتفلكيس أرسل حوالي 190,000 قرصًا مدمجًا يوميًا إلى 670,000 مليون مشترك شهريًا. أرتفع عدد مشتركي نتفليكس من مليون مشترك في الربع الرابع من عام 2002، إلى حوالي 5.6 مليون مشترك في نهاية الربع الثالث من عام 2006، ليصل إلى 14 مليون مشترك في مارس 2010. كان النمو السريع لشركة نتفليكس مدعومًا بالانتشار السريع لمشغلات الأقراص المدمجة في المنازل الأمريكية؛ في عام 2004، وصل عدد المنازل الأمريكية التي تمتلك مشغل أقراص إلى ثلثي منازل الولايات المتحدة. أستثمر نتفليكس في نجاح انتشار الأقراص المدمجة وتوسعها في المنازل الأمريكية، ودمج بين إمكانيات الإنترنت والتجارة الألكترونية لتقدم الخدمات ودليل الأفلام التي لا يمكن أن تنافسها محال تأجير الفيديو.

## خدمة
تُتيح خدمة بثّ نتفليكس الفيديو حسب الطلب، والتي كانت تسمى "Watch Now" للمشتركين بث المسلسلات التلفزيونية والافلام عبر موقع نتفليكس على أجهزة الكومبيوتر الشخصية أو عبر تطبيق نيتفلكس المتوفر على العديد من أنظمة التشغيل؛ بما في ذلك أجهزة الهواتف الذكية، والأجهزة اللوحية، ومشغلات الوسائط الرقمية، ومشغلات ألعاب الفيديو، وأجهزة التلفاز الذكية. وفقًا لدراسة أجرتها شركة نيلسين للدراسات التسويقية في يوليو، 2011، بأن 42% بالمئة من مستخدمي نتفليكس يستخدمون أجهزة الكومبيوتر الشخصي، 25% يستخدمون جهاز تشغيل ألعاب وي، 14% بالمئة يستخدمون توصيل أجهزة الكومبيوتر على شاشات التلفاز، 13% يستخدمون جهاز بلاي ستيشن، و12% بالمئة يستخدمون جهاز تشغيل الألعاب أكس بوكس 360.
عندما أطلق نتفليكس خدمة البثّ عبر الإنترنت تم منح المشتركين الحاليين في خدمة تأجير الأقراص المدمجة. إمكانية الوصول للخدمة بدون أي رسوم إضافية. حيث تمكن المشتركين من مشاهدة ساعة واحدة من البثّ عبر الإنترنت لكل دولار يُنفق على خدمة تأجير الأقراص الشهرية (على سبيل المثال: حصل مشتركي خدمة 16.99 دولار بالشهر على إمكانية مشاهدة البثّ عبر الإنترنت لـ 17 ساعة).
وبحلول يناير 2008،رفعت شركة نتفليكس قيود المشاهدة على المشتركين، مما أتاح للمشتركين مشاهدة غير محدودة شهريًا بدون تكلفة إضافية، أما مشتركي خدمة 4.99 دولار شهريًا ظلوا يقتصرون على 2 ساعتين مشاهدة شهريًا. جاء هذا التغيير ردًا على دخول المنافسين الجدد هولو، وأبل مجال توفر الفيديو حسب الطلب على الإنترنت. بعد ذلك قامت شركة نتفليكس بفصل اشتراكات تأجير الفيديو وخدمة البثّ عبر الإنترنت على باقات مختلفة.
تتقسم خطط الاشتراك الشهرية لخدمة نتفلكس حاليًا إلى ثلاث مستويات مختلفة الأسعار؛ «أساسي» أرخص عرض يوفر خدمة بثّ بصيغة تلفاز قياسي الدقة على جهاز واحد، «قياسي» يوفر خدمة بثّ بصيغة صورة تلفاز عالي الدقة على جهازين، «مميز» يوفر خدمة بثّ بصيغة صورة دقة عرض 4 كيلو بكسل على أربعة أجهزة.
| الباقة | السعر  | صيغة الصورة           | عدد الشاشات | ملاحظات           |
| ------ | ------ | --------------------- | ----------- | ----------------- |
| أساسي  | 32 ر.س | تلفاز قياسي الدقة     | 1           | الشهر الأول مجاني |
| قياسي  | 43 ر.س | تلفاز عالي الدقة      | 2           | الشهر الأول مجاني |
| مميز   | 61 ر.س | تلفاز فائق الدقة "4K" | 4           | الشهر الأول مجاني |

في 30 نوفمبر، 2016، أطلق نتفليكس ميزة تشغيل الفيديو بدون إتصال إنترنت، مما يُمكن المشتركين على الأجهزة التي تعمل بنظامي الأندرويد، والآي أو إس تنزيل البرامج والأفلام بدقة قياسية أو عالية على أجهزتهم ليشاهدوها لاحقًا بدون الحاجة للإتصال بالإنترنت. تتوفر الخدمة على مجموعة محددة من البرامج والأفلام، وصرح نتفليكس بأن الشركة ستضيف العديد من البرامج لاحقًا.
في سبتمبر 2023 أنهت منصة "نتفليكس" رسمياً خدمة تأجير أفلام الفيديو على أقراص الفيديو الرقمية "دي في دي" عبر البريد في الولايات المتحدة ،

### تاريخ
في 1 أكتوبر، 2008، أعلنت شركة نتفليكس عن شراكتها مع شبكة ستارز لجلب أكثر من 2,500+ فيلمًا ومسلسلًا للمشاهدة عبر خدمة "Starz Play" التي توفرها الشبكة.
في أغسطس، 2010، وصلت شركة نتفلكس إلى صفقة لمدة خمس سنوات وبقيمة مايقارب 1$ مليار دولار لجلب أفلام من شركات باراماونت، ليونز غايت، وميترو غولدوين ماير لإضافتها لمكتبة نتفليكس. الصفقة زادت من نفقات نتفليكس السنوية وأضافت مايقارب 200$ مليون دولار بالسنة. حيث أنفقت الشركة 117$ مليون دولار في الأشهر الست الأولى من عام 2010، بينما أنفقت 31$ مليون دولار في عام 2009.
في يناير،2024 حصلت نتفلكس على الحقوق الحصرية لبث حصري لبرنامج "راو" (Raw)، بالإضافة إلى برامج أخرى من شركة المصارعة العالمية للترفيه (World Wrestling Entertainment)، المعروفة اختصاراً بـ"دبليو دبليو إي"، في أول خطوة كبيرة لشركة خدمات البث على صعيد الفعاليات المباشرة. وتبلغ قيمة الصفقة 5 مليارات دولار والبالغة مدتها 10 سنوات، وتعد تلك الصفقة الأعلى التي تبرمها نتفلكس في تاريخها.

## محتوى

### برامج نتفليكس الأصلية
مقالة مفصلة: برامج نتفليكس الأصلية
برامج نتفليكس الأصلية هي برامج أنتجتها نتفليكس بالاشتراك مع شركات أخرى، أو امتلكت حقوق التوزيع الحصرية لها عبر خدماتها. تمول نتفليكس برامجها بصورة مختلفة عن الشركات أو القنوات الأخرى إذ تقدم الأموال مقدمًا وعادةً ما يُطلب موسمين من البرنامج.

شعار بيت من ورق

في مارس 2011، بدأ نتفليكس بإنتاج وإضافة البرامج الأصلية لمكتبته، بادئًا مع مسلسل الدراما السياسية بيت من ورق، الذي بدأ عرضه في فبراير، 2011، أنتجهُ ديفيد فينتشر وظهر كيفن سبيسي في دور البطولة. في اوآخر طلب نتفليكس موسمين من ثمان حلقات من مسلسل ليلي هامر، وموسم رابع من مسلسل قناة فوكس السابق عائلة بلوث. كما أطلق نتفليكس مسلسل هيملوك غروف في بداية 2013.

شعار البرتقالي هو الأسود الجديد

في يوليو، 2013، توفر مسلسل الدراما والكوميديا البرتقالي هو الأسود الجديد على نتفليكس، وصرح مدراء نتفليكس بأن المسلسل من أكثر البرامج متابعة على نتفليكس. في فبراير، 2016، جدد المسلسل لموسم خامس، سادس، وسابع.
في نوفمبر، 2013، أعلن نتفليكس وتلفاز مارفل عن خمس مسلسلات أبطال خارقين جديدة من عالم مارفل؛ ديرديفل، جيسيكا جونز، القبضة الحديدية ولوك كيج. كما نص الإتفاق عن إنتاج مسلسل قصير من عالم مارفل أيضًا بعنوان المدافعون. توفر مسلسل ديرديفل وجيسيكا جونز في عام 2015. مسلسل لوك كيج في 30 سبتمبر، 2016، وخطط لعرض مسلسل المدافعون والقبضة الحديدية في عام 2017. في أبريل 2016، تعززت شراكة مارقل ونتفليكس بإنتاج مسلسل آخر مبني على شخصية المعاقب.
في أبريل 2014، وقع نتفليكس مع ميتش هورتويز الذي أعد مسلسل عائلة بلوث وشركة الإنتاج التابعة له بعقد طويل الأمد ولعدة مشاريع. بدأ عرض مسلسل الدراما التاريخية ماركو بولو في 12 ديسمبر، 2014. مسلسل الرسوم المتحركة الكوميدي بوجاك الرجل الحصان في أغسطس، 2014.
عرض مسلسل الخيال العلمي سينسايت في يونيو، 2015، الذي كتبه وأعده الأخوين وتشاوسكي، مسلسل السلالة، وناركوس عرضا في عام 2015. في 12 ديسمبر، 2014، عرض مسلسل «لايجيد شيء» الذي ظهر في بطولته الكوميدي عزيز أنصاري. كما عرض العديد من المسلسلات الكوميدية في 2015؛ كيمي شميت القوية، غرايس وفرانكي، صيف أمريكي حار ورطب: أول يوم في المخيم، مع بوب وديفيد.
وسع نتفليكس برامجه الأصلية وأنتج العديد من البرامج في عام 2016؛ مسلسل الدراما والخيال العلمي أشياء غريبة عرض في يوليو، 2016، حب، فلاكد، نتفليكس يقدم الشخصيات، المزرعة، وليدي داينامايت. أنتج نتفليكس مايُقارب 126 برنامجًا وفيلمًا أصليًا في عام 2016. كما بدأ نتفليكس بإنتاج برامجهُ داخليًا من خلال إستوديوهاته الخاصة.
في يناير، 2017، أعلن نتفليكس عن شرائه حقوق عرض وإنتاج برنامج جيري ساينفيلد «كوميديون في السيارات يجلبون القهوة». يتوقع من الشركة إنتاج 1,000 ساعة من البرامج الأصلية في عام 2017.

## نسب المشاهدة
في ديسمبر 2023 التزمت نتفليكس بنشر معلومات كل 6 أشهر عن نسب المشاهدة للأفلام والمسلسلات التي تعرضها وهو تغيير كبير في سياسة الشركة التي تفضل عادةً الاحتفاظ بهذه البيانات لنفسها. حيث أعلنت منصة نتفليكس للبث الرقمي في ديسمبر 2023، أن The Night Agent كان المسلسل الأكثر مشاهدة على المنصة في الربع الأول من 2023، وبحسب أرقام مشاهدة تفصيلية نشرتها الشركة للمرة الأولى منذ تأسيسها حقق الموسم الأول من المسلسل الأميركي أكثر من 812 مليون ساعة مشاهدة في كل أنحاء العالم بين يناير ويونيو.

## منتجات
في 2011، قدم نتفليكس منتجًا عرف باسم «زر نتفليكس» لعدد من أجهزة التحكم، مما يُمكن المستخدم الولوج لبرنامج نتفليكس من ضغط زر واحد.
في مايو، 2016، أطلق نتفليكس خدمة "Fast" التي تمكن المستخدم من قياس سرعة خط الإنترنت.

## مبيعات وتسويق
جذب موقع نتفليكس مايقارب 194 مليون زائر، وفقًا لدراسة أجراها موقع "compete.com" في عام 2008. حيث وصل عدد الزائرين إلى خمسة أضعاف زوار موقع بلوكباستر. خلال الربع الأول من عام 2011، هبطت أرباح تأجير الأقراص المدمجة إلى 35%.
في يوليو، 2012، وضف نائب رئيس شركة وارنر السابق؛ كيلي بينيت مديرًا للتسويق في نتفليكس، وشغل المنصب الذي كان شاغرًا منذ يناير، 2012.

## توسع عالمي
| 2007 | بدأ بثّ نتفليكس في الولايات المتحدة. |
| 2010 | بدأ نتفليكس بتقديم خدماته خارج الولايات المتحدة، في 22 سبتمبر، 2010، بدأ بثّ نتفليكس في كندا.                                                                         |
| 2011 | توسع بثّ نتفليكس إلى البرازيل، أمريكا الإسبانية، دول الكاريبي، ومنطقة غيانا.                                                                                          |
| 2012 | بدأ توسع نتفليكس في القارة الأوربية في 2012، أُطلق نتفليكس في المملكة المتحدة، وأيرلندا في 4 يناير. في 18 سبتمبر، توسع نتفليكس في الدنمارك، فنلندا، النرويج، والسويد. |
| 2013 | قرر نتفليكس إبطاء التوسع للسيطرة على كلفة الاشتراك، وأضيفت هولندا لقائمة الدول المدعومة.                                                                             |
| 2014 | توفر نتفليكس في كل من النمسا، بلجيكا، فرنسا، المانيا، لوكسمبورغ، وسويسرا.                                                                                            |
| 2015 | توسع نتفليكس في أستراليا، نيوزيلندا، اليابان، إيطاليا، البرتغال، وإسبانيا.                                                                                           |
| 2016 | أعلن نتفليكس خلال معرض الإلكترونيات الاستهلاكية في 1 يناير، 2016، بأن خدمته ستتوفر حول العالم (ما عدا الصين، سوريا، كوريا الشمالية، وجزيرة القرم).                   |

توفر خدمة نتفليكس حول العالم اعتبارًا من 2016.
متوفر
غير متوفر

إعتبارأً من أكتوبر، 2016، يدعم نتفليكس 18 لغة لواجه المستخدم وأغراض خدمة المشتركين: العربية، الصينية، الدنماركية، الهولندية، الإنجليزية، الفنلندية، الفرنسية، الألمانية، الإيطالية، اليابانية، الكورية، النرويجية، البولندية، البرتغالية (برازيلية، وأوربية)، الإسبانية، السويدية، والتركية.

## التمويل والإيرادات

### 2010
في 2010، ازداد سعر أسهم شركة نتفليكس 219% بالمئة ووصل إلى 175.70$ دولار، وإزداد عدد المشتركين ثمانية ملايين مشتركين جدد حيث أصبح عدد المشتركين الكلي إلى 20 مليونًا. زادت الأرباح 29% بالمئة إلى 2.16$ مليار دولار والأرباح الصافية 39% بالمئة إلى 161$ مليون دولار.

## نقد
تعرضت نتفليكس لانتقادات من مجموعات وأفراد مختلفين حيث زادت شعبيتها ووصولها إلى السوق في عام 2010.
اشتكى العملاء من ارتفاع الأسعار في عروض نتفليكس التي يعود تاريخها إلى قرار الشركة بفصل خدمات تأجير DVD والبث المباشر، والذي تم التراجع عنه بسرعة. نظرًا لأن نتفليكس زاد من إنتاجه المتدفق، فقد واجه دعوات للحد من إمكانية الوصول إلى المحتوى الرسومي وتضمين تحذيرات للمشاهدين لقضايا مثل الإثارة والترويج للعلوم الزائفة. تعرض محتوى نتفليكس أيضًا لانتقادات من قبل المدافعين عن حقوق ذوي الاحتياجات الخاصة بسبب نقص جودة التسميات التوضيحية.
فيما يتعلق بالتنوع، فقد حظيت بتغطية انتقادية كبيرة ومراجعة أكاديمية حول افتقارها إلى الشمول اللغوي والحساسية فيما يتعلق باللغات الصغيرة، سواء على محتواها أو واجهة تصفح الويب.,
انتقدت بعض المؤسسات الإعلامية والمنافسين نتفليكس لإصدارها الانتقائي للتصنيفات وأعداد المشاهدين لبرمجتها الأصلية. قدمت الشركة ادعاءات تتباهى بسجلات المشاهدة دون تقديم بيانات لإثبات نجاحاتها أو باستخدام طرق تقدير إشكالية. في مارس 2020، دعت بعض الوكالات الحكومية نتفليكس وأجهزة البث الأخرى إلى الحد من الخدمات بسبب زيادة النطاق العريض واستهلاك الطاقة مع زيادة استخدام النظام الأساسي. رداً على ذلك، أعلنت الشركة أنها ستخفض معدلات البت عبر جميع التدفقات في أوروبا، وبالتالي تقليل حركة مرور نتفليكس على الشبكات الأوروبية بنحو 25 بالمائة. تم اتخاذ هذه الخطوات نفسها في وقت لاحق في الهند.
أدى نموذج توزيعها للأفلام التي تحمل اسم "Netflix originals" إلى تعارض مع تراث صناعة السينما. رفضت بعض سلاسل السينما عرض الأفلام الموزعة مسرحيًا بواسطة Netflix لأن طريقة إصدار الشركة تقلل أو تطفئ نوافذ الإصدار القياسية. أثيرت أسئلة بخصوص أهلية أفلام نتفليكس الأصلية للحصول على جوائز مرموقة مثل جوائز الأوسكار. حذرت وزارة العدل الأمريكية الأكاديمية من أن محاولات تغيير قواعدها للتمييز ضد نتفليكس وغيرها من منصات البث قد تنتهك قوانين مكافحة الاحتكار، حيث تقوم الشركات الأم للاستوديوهات الكبرى التقليدية باستثمارات في خدمات البث التي تتنافس مباشرة مع نيتفليكس. بعد تفويضات كوفيد-19 أجبرت المسارح في جميع أنحاء البلاد على الإغلاق لعدة أشهر في عام 2020، في العام التالي أصدرت كل من WarnerMedia و Disney و Universal أفلامًا على خدمات البث الخاصة بهم، HBO Max و Disney + و Peacock ، في نفس اليوم الذي تم إصدارها فيه في المسارح.
في مايو 2022، رفع مساهم Imperium Irrevocable Trust دعوى قضائية ضد الشركة لانتهاكها قوانين الأوراق المالية الأمريكية.
في 7 سبتمبر 2022، أصدرت المملكة العربية السعودية والإمارات العربية المتحدة والبحرين إلى جانب دول الخليج الأخرى بيانًا مشتركًا يطالب نتفليكس بإزالة المحتوى الذي «ينتهك القيم والمبادئ الإسلامية والمجتمعية». كانت العروض التي تضم شخصيات مثليين وتقبيل من نفس الجنس والأطفال الذين تم تصويرهم في بايحاءات جنسية. على الرغم من احتفال المستخدمين في الولايات المتحدة وأوروبا بعرض محتوى LGBTQ + على منصة البث، قائلين إنه يمثل مثالًا إيجابيًا للشمولية والتمثيل.

## وصلات خارجية
- الموقع الرسمي
 (بالإنجليزية)
- نتفليكس على موقع Google Play (الإنجليزية)
- نتفليكس على موقع Google Play (الإنجليزية)